# Beauvoir-de-Marc
Beauvoir-de-Marc – miejscowość i gmina we Francji, w regionie Owernia-Rodan-Alpy, w departamencie Isère.
Według danych na rok 1990 gminę zamieszkiwały 803 osoby, a gęstość zaludnienia wynosiła 71 osób/km² (wśród 2880 gmin regionu Rodan-Alpy Beauvoir-de-Marc plasuje się na 903. miejscu pod względem liczby ludności, natomiast pod względem powierzchni na miejscu 1027.).